# زخالة
زَخَّالَة (الاسم العلمي: Pyrrhocoris)، جنس حشرات ناهمة من نصفيات الأجنحة وفصيلة الزخاليات. أنواعه ستة منتشرة في معظم أقطار العالم.